# Ortskraft
Eine Ortskraft ist ein Mitarbeiter einer staatlichen oder privaten Einrichtung des Inlandes, der im Ausland zur Tätigkeit in diesem Land eingestellt worden ist. Es handelt sich in diesen Fällen daher nicht um eine Entsendung.

## Beispiele
Beispiele für die Inanspruchnahme von Ortskräften (in der Regel neben entsandten Mitarbeitern) sind:
1. Beschäftigte von Auslandsvertretungen, vgl. Diplomatenstatus
2. Beschäftigte an Auslandsschulen[2] und dem Goethe-Institut
3. Verpflichtete Zivilperson (z. B. Informant, Sprachmittler, Sekretärin, Telefonist) vor Ort im Auftrag einer Streitkraft oder von Kombattanten in einer militärischen oder paramilitärischen Mission (z. B. Privates Sicherheits- und Militärunternehmen) oder im Auftrag eines Nachrichtendienstes.

## Rechtliche Einordnung
Im öffentlichen Dienst Deutschlands gelten lokal Beschäftigte deutscher Dienststellen im Ausland gem. § 119  Abs. 2 Personalvertretungsgesetz (BPersVG) nicht als Beschäftigte im Sinne des § 4  Abs. 1 Nr. 5 BPersVG.

## Ortskräfteverfahren und Debatte über den Schutz von Ortskräften
Seit 2013 ist afghanischen Ortskräften, die aufgrund ihrer Tätigkeit für die Bundeswehr in ihrem Heimatland in Gefahr geraten sind und eine entsprechende Gefährdungsanzeige abgegeben haben, im Rahmen des sogenannten „Ortskräfteverfahrens“ Schutz in Form von Einreise- und Aufenthaltsmöglichkeiten für sie und ihre Kernfamilie in Deutschland gewährt worden. Gesetzliche Grundlage für ihre Aufnahme aus dem Ausland ist § 22 Satz 2 AufenthG („zur Wahrung politischer Interessen der Bundesrepublik Deutschland“). Das Angebot wurde 2013 von der afghanischen Regierung kritisiert: Es schwäche „die Moral des afghanischen Volkes“ und führe zu „Angst, Unruhe und Bedenken“ sowie einer „Demoralisierung der afghanischen Bevölkerung“.
Bis 2021 hatten das Bundesverteidigungsministerium, das Auswärtige Amt, das Bundesministerium für wirtschaftliche Zusammenarbeit und Entwicklung (BMZ) – auch im Rahmen der Gesellschaft für Internationale Zusammenarbeit (GIZ) – sowie das Bundesinnenministerium (für die Ausbildung der afghanischen Polizei) Ortskräfte in Afghanistan eingesetzt. Bis Ende Juni 2021 stellte die Bundesregierung nach Angaben der FAZ Visa für insgesamt 2.400 Ortskräfte und ihre Familienangehörigen aus.
Beim Vormarsch der Taliban in Afghanistan 2021 versuchte die Bundesregierung – wie auch die Regierung der USA und weiterer Regierungen – ab Mitte August 2021 die eigenen Staatsangehörigen, Angehörige der Botschaft und Ortskräfte durch Evakuierung ins Ausland vor befürchteten Rache-Akten der Taliban in Sicherheit zu bringen.
Das Partnerschaftsnetzwerk afghanische Ortskräfte e. V. kritisierte am 24. August 2021, es sei nicht einmal für diejenigen, die auf den Listen zu rettender Personen stehen, eine Rettung gesichert. Die Bundesregierung und die hiermit beauftragte UN-Organisation Internationale Organisation für Migration (IOM) hätten es versäumt, Visa-Anträge ausreisewilliger Ortskräfte zu bearbeiten. Außerdem seien die Listen unvollständig: Unberücksichtigt seien frühere Angestellte, die zuletzt vor mehr als zwei Jahren beschäftigt waren und nicht bereits zuvor eine Gefährdungsanzeige gestellt hatten. Unberücksichtigt seien außerdem Selbstständige und über Subunternehmen Eingesetzte. Der Vorsitzende des Vereins, Marcus Grotian, sprach von unterlassener Hilfeleistung.  Am selben Tag erklärte ein Sprecher des BMZ, dass der Anspruch nun auch auf Ortskräfte, die ab 2013 für das BMZ gearbeitet hatten, ausgeweitet sei, in Analogie zu entsprechenden Regelungen des Verteidigungsministeriums für Ortskräfte der Bundeswehr und des Innenministeriums für Ortskräfte der Bundespolizei.
Am 25. August 2021 erklärte Bundeskanzlerin Angela Merkel in einer Regierungserklärung zur Lage in Afghanistan, dass von 2013 bis August 2021 über 1.000 Ortskräfte mit ihren Familienangehörigen, insgesamt über 4.800 Menschen, nach Deutschland eingereist waren, dass Ende August Visa in einem beschleunigten Verfahren an 2.500 Ortskräfte und Familienangehörige vergeben wurden und dass „mit der Zuspitzung der Lage im Land“ ein Visum nicht mehr erforderlich wurde. Sie sprach von einem „Dilemma“ bei der Entscheidung über den Zeitpunkt der Evakuierung.
Für die ohne Visum evakuierten Menschen sind in Deutschland Ausnahme-Visa vorgesehen (§ 14 Abs. 2 AufenthG); es ist kein Asylantrag zu stellen.
In Absprache mit dem Bundesinnenministerium erklärte Außenministerin Annalena Baerbock in einer Regierungsbefragung Ende April 2022, wolle man künftig die Möglichkeiten des Aufenthaltsgesetzes stärker nutzen und »insbesondere die Schutzbedürftigen, Frauen, Menschenrechtsverteidigerinnen, die nicht auf der alten Liste standen, jetzt herausholen«. Die Mittel für ein entsprechendes Aufnahmeprogramm, mit dem für vier Jahre bis zu 5.000 Geflüchtete aus Afghanistan pro Jahr aufgenommen werden sollen, sollen im Mai 2022 vom Haushaltsausschuss freigegeben werden. Laut Kritik aus der Partei Die Linke sei dies zu gering und durch die Streckung über vier Jahre außerdem zu spät.
Die zivilgesellschaftliche Initiative „Kabul Luftbrücke“ evakuierte nach eigenen Angaben mit Stand vom August 2022 mehr als 2.500 Menschen aus Afghanistan und half weiteren Tausenden bei ihrer Evakuierung. Der Bundesregierung warf sie Untätigkeit vor. Über Kabul Luftbrücke drehte das rbb Fernsehen eine vierteilige Doku-Serie.
Im Sommer 2023 demonstrierten hunderte Afghanen, die in den Jahren zuvor evakuiert worden waren, in Berlin, um für ihre bislang vom Nachzug ausgeschlossenen erwachsenen Kinder den Zugang nach Deutschland zu erzwingen. Im März 2024 berichteten Medien über einen erneuten Transfer einer Gruppe von Ortskräften, diesmal aus der pakistanischen Hauptstadt Islamabad.